# Maison du Roi d'Espagne
Pour les articles homonymes, voir Maison du roi (homonymie).
Pour l'institution monarchique espagnole, voir Maison du roi (Espagne).
La « Maison du Roi d'Espagne » (néerlandais : Den Coninck van Spaignien) est une maison de style néo-baroque située au numéro 1 de la Grand-Place de Bruxelles en Belgique, sur le côté nord-ouest de la place et à l'angle de la rue au Beurre.
Elle fut la maison de la corporation des boulangers.
L'aspect actuel de cette maison construite initialement en style baroque probablement par Jean Cosyn en 1697 résulte d'une reconstruction opérée en 1902 par l'architecte Adolphe Samyn qui a reconstruit ou restauré plusieurs maisons de la Grand-Place (l'Étoile, le Marchand d'Or, Joseph et Anne, l'Ange, le Cerf et le Roi d'Espagne).

## Histoire
À cet endroit, « appuyée à l'ancienne muraille castrale, s'élevait une grande demeure en pierre, apanage d'une famille lignagère de la ville ; le Serhuyghskintsteen dont la lourde stature, hérissée de créneaux et flanquée de tourelles, subsista jusqu'au XVIIe siècle ».
La « Maison du Roi d'Espagne » a été construite en 1697 par la corporation des boulangers à l'emplacement de ce steen, maison fortifiée des Serhuyghs,, après la destruction des maisons de la Grand-Place lors du bombardement de Bruxelles par les troupes françaises de Louis XIV commandées par le maréchal de Villeroy en août 1695. L'architecte et l'auteur des sculptures était probablement Jean Cosyn,, à qui l'archiviste Guillaume Des Marez attribue également la « Maison de la Brouette ».
Deux chronogrammes par le poète néolatin bruxellois Petrus Vander Borcht écrits sur la façade de la maison attestent cette date de 1697.
Le premier est situé sur l'entablement qui sépare le deuxième et le troisième étage, sous le buste de Charles II d'Espagne, souverain des Pays-Bas à l'époque de la reconstruction du bâtiment :
haC statVIt pIstor VICtrICIa sIgna trophæI
qVo CaroLVs pLena LaVDe seCVnDVs oVat.
Le boulanger a dressé ici les drapeaux victorieux du trophée
Par lequel Charles II, en pleine gloire, triomphe, dans le bonheur.
Le second chronogramme orne l'arc de la porte d'entrée, juste sous le buste de saint Aubert.
L'édifice regroupait à l'origine six habitations : la maison des boulangers ou « Backershuys » (« Le Roi d'Espagne ») et le « Saint-Jacques » vers la Grand-Place et, à l'arrière de ces deux maisons, « Les Sept Lignages », « Saint-Michel », « Sainte-Gudule » et « 't Serhuyghskintsteen »,,. Du côté de la Grand-Place, les trois travées à droite de l'entrée de l'édifice actuel constituaient donc une maison indépendante, la maison de Saint-Jacques, accessible à l'époque par une porte située rue au Beurre.
Le bâtiment, très altéré, fut entièrement reconstruit en 1901-1902 par l'architecte Adolphe Samyn (auteur de la reconstruction de la « Maison de l'Étoile » en 1897), qui a rétabli le décor sculpté et le dôme disparus au XIXe siècle.
À l'heure actuelle, la « Maison du Roi d'Espagne » abrite un des principaux cafés de la place.

Le bombardement de Bruxelles en 1695 par les troupes françaises du maréchal de Villeroy
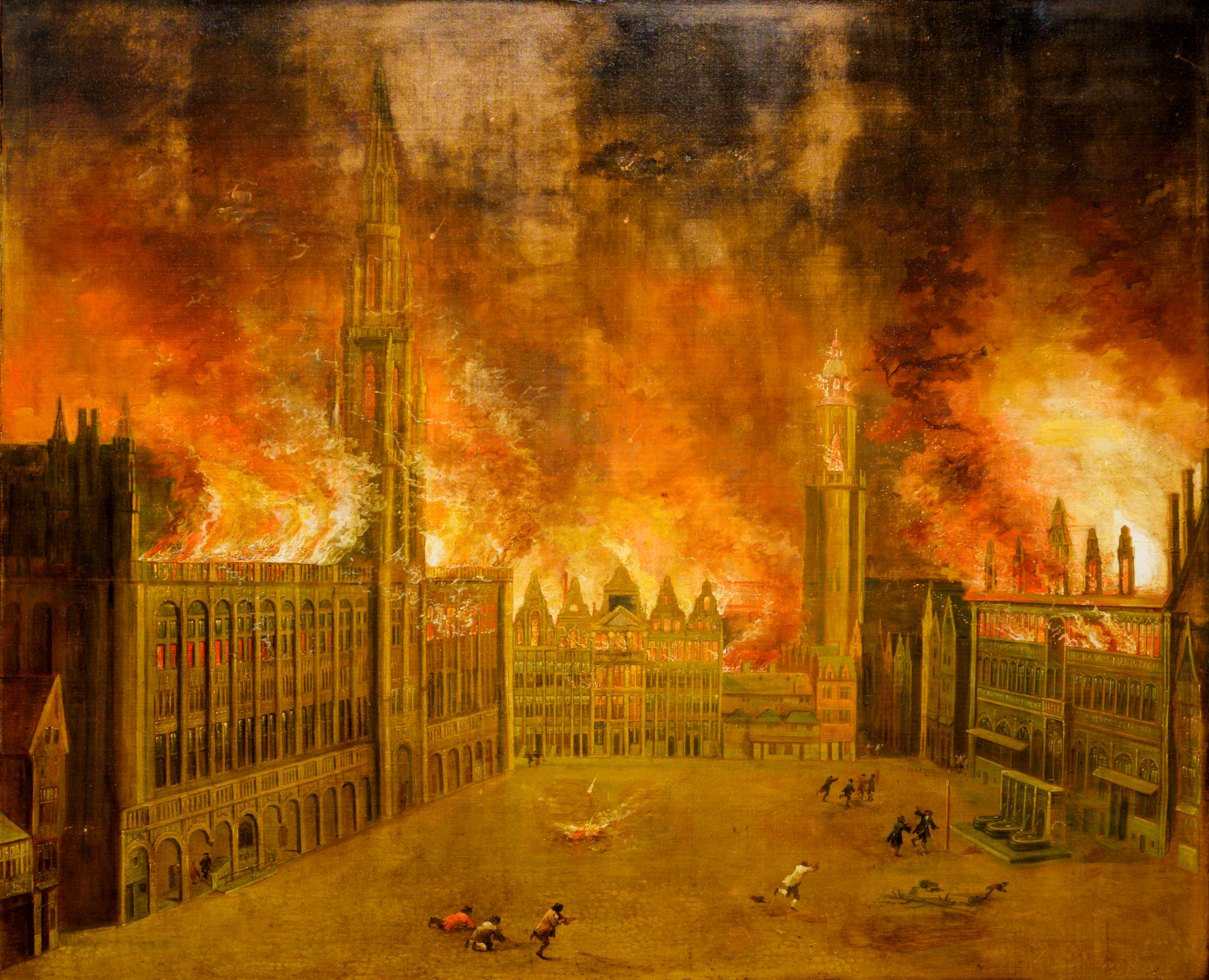
La Grand-Place en feu la nuit du 13 au 14 août 1695 (anonyme, musée de la Ville de Bruxelles) : la Maison du Roi d'Espagne et ses voisines dans le fond.
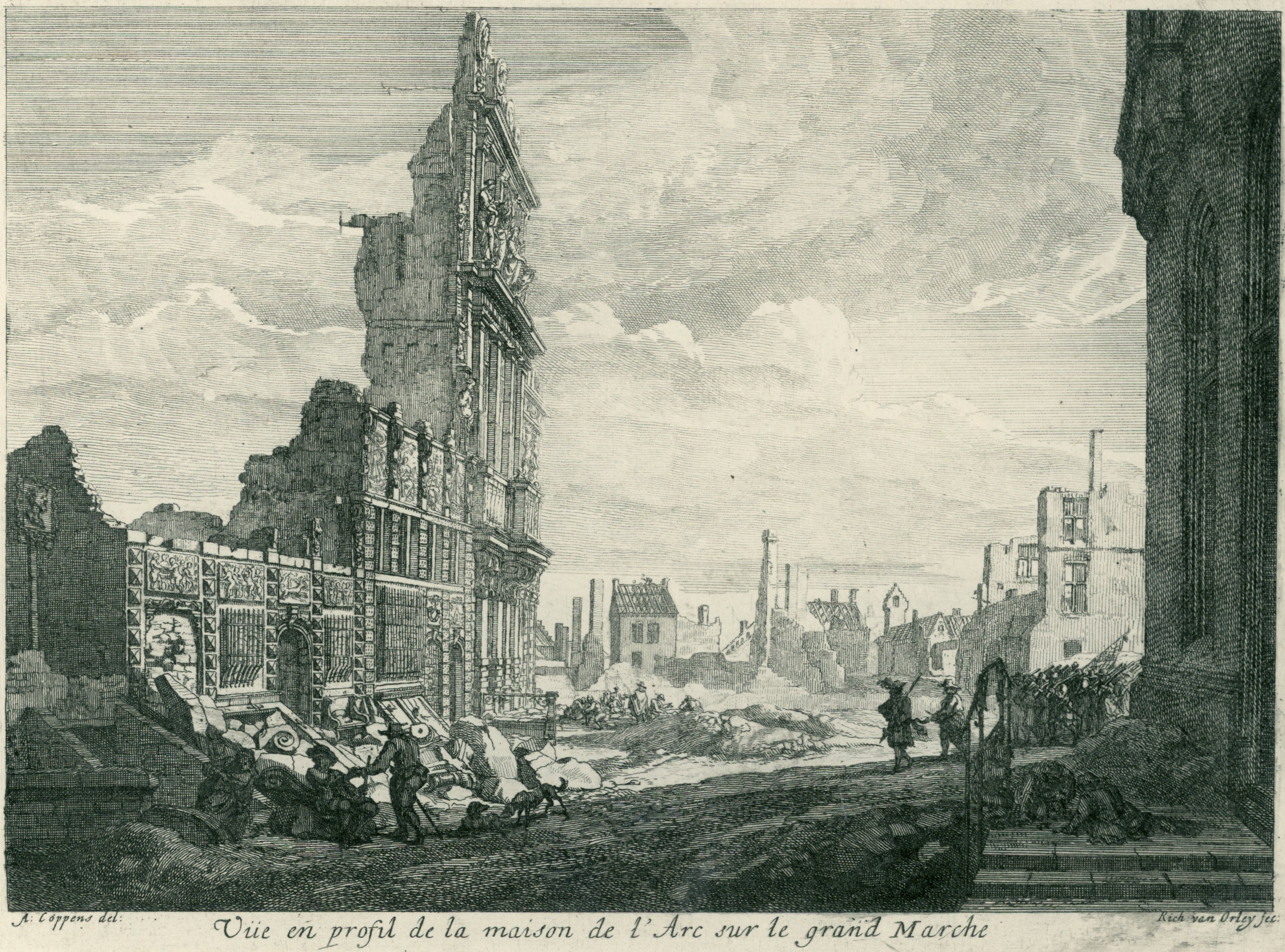
La maison de la Louve (encore partiellement debout, au centre) et ses voisines entièrement détruites (par Richard van Orley d'après Augustin Coppens, Rijksmuseum, Amsterdam).

## Classement
Les façades et les toitures de toutes les maisons qui bordent la Grand-Place font l'objet d'un classement au titre des monuments historiques en tant qu'ensemble depuis le 19 avril 1977 sous la référence globale 2043-0065/0.
Le classement a été étendu à la totalité du bâtiment le 7 novembre 2002, sous la référence 2043-0065/001.

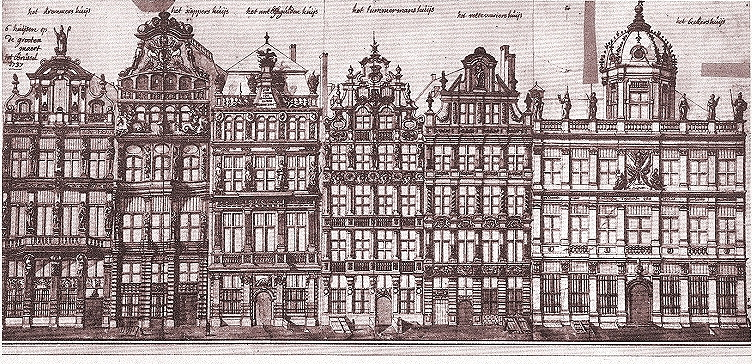
La Maison du Roi d'Espagne (première à droite) et ses voisines. Dessin de Ferdinand-Joseph Derons (1727).
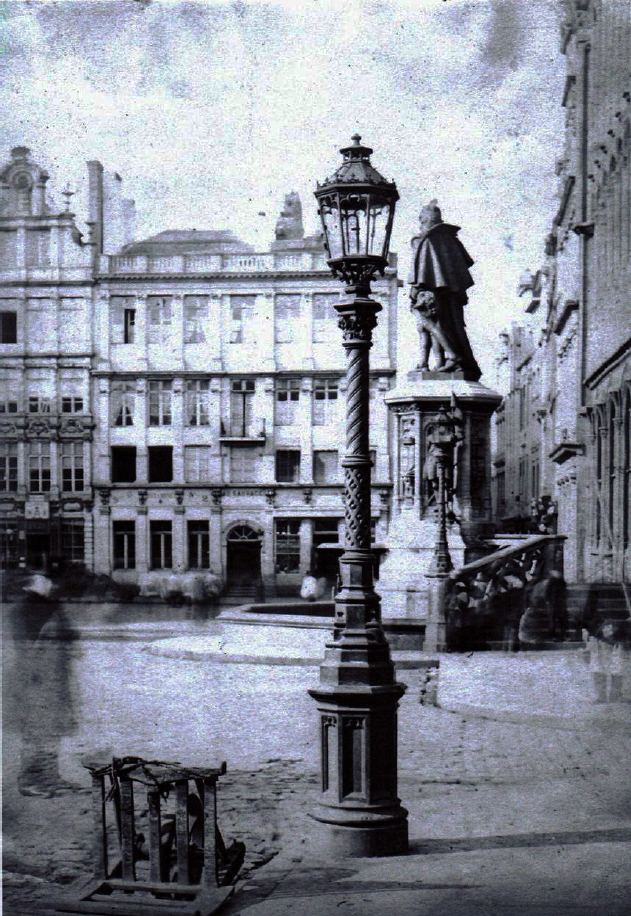
La statue des Comtes de Hornes et d'Egmont devant la Maison du Roi, avec en arrière-plan la Maison du Roi d'Espagne avant sa restauration par Samyn.

## Architecture

### Rez-de-chaussée
La « Maison du Roi d'Espagne », édifiée en pierre de taille, présente une façade composée de sept travées, ce qui en fait une des plus larges de la Grand-Place.
L'extrados de l'arc cintré de la porte d'entrée est orné d'une corbeille de fruits et de guirlandes de fruits dorés et est surmonté du buste en bronze doré de saint Aubert, évêque de Cambrai et patron des boulangers, réalisé par Jules Lagae,, et signé sur l'épaule gauche du saint.
La moulure de l'arc porte un chronogramme mentionnant l'année 1697, année de reconstruction de la maison après le bombardement de Bruxelles de 1695, :
hIC qVanDo VIXIt MIra In paVperes pIetate eLVXIt
Lorsqu'il vécut sur cette terre, il brilla par son admirable bienveillance envers les pauvres

La porte d'entrée
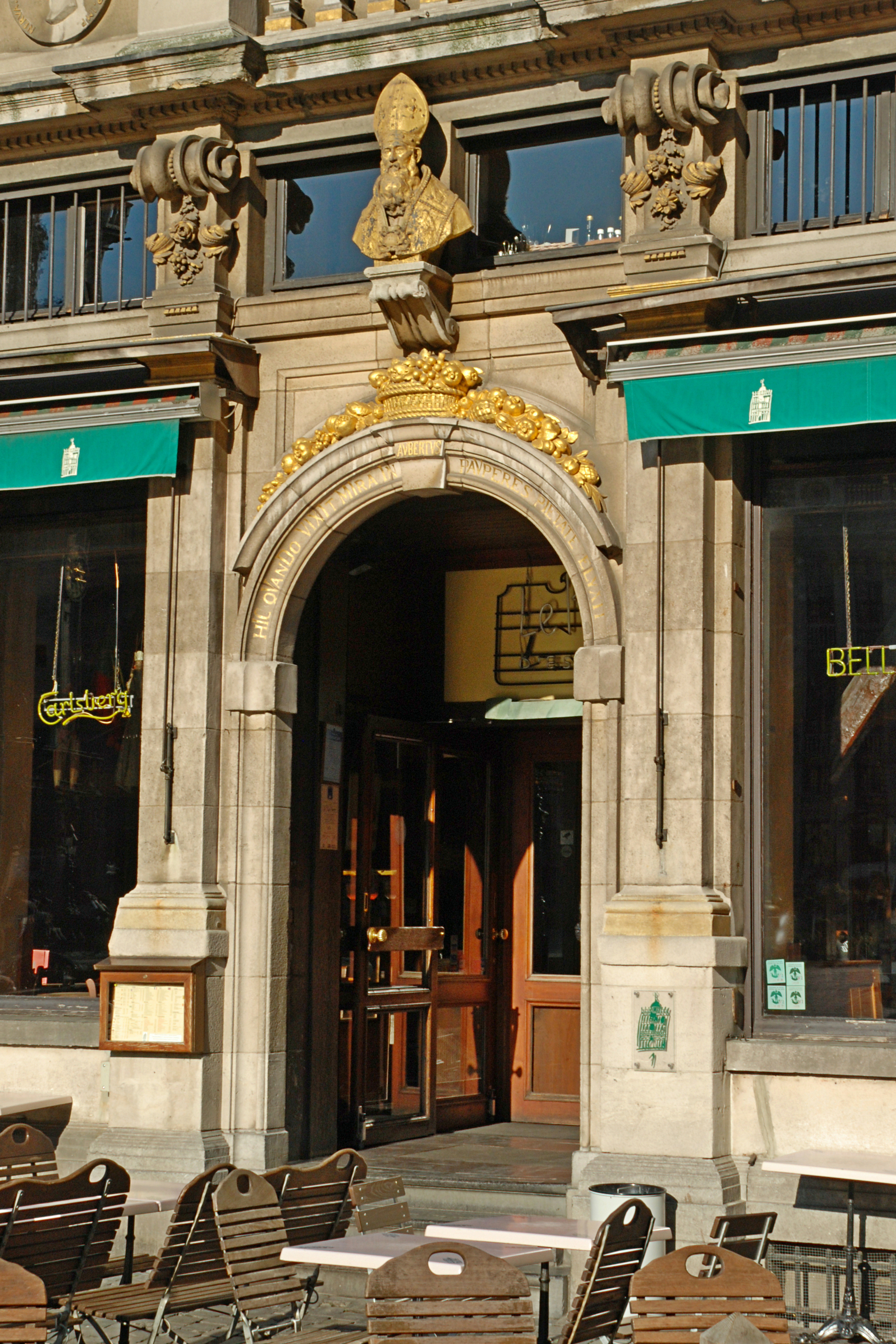
La porte d'entrée.
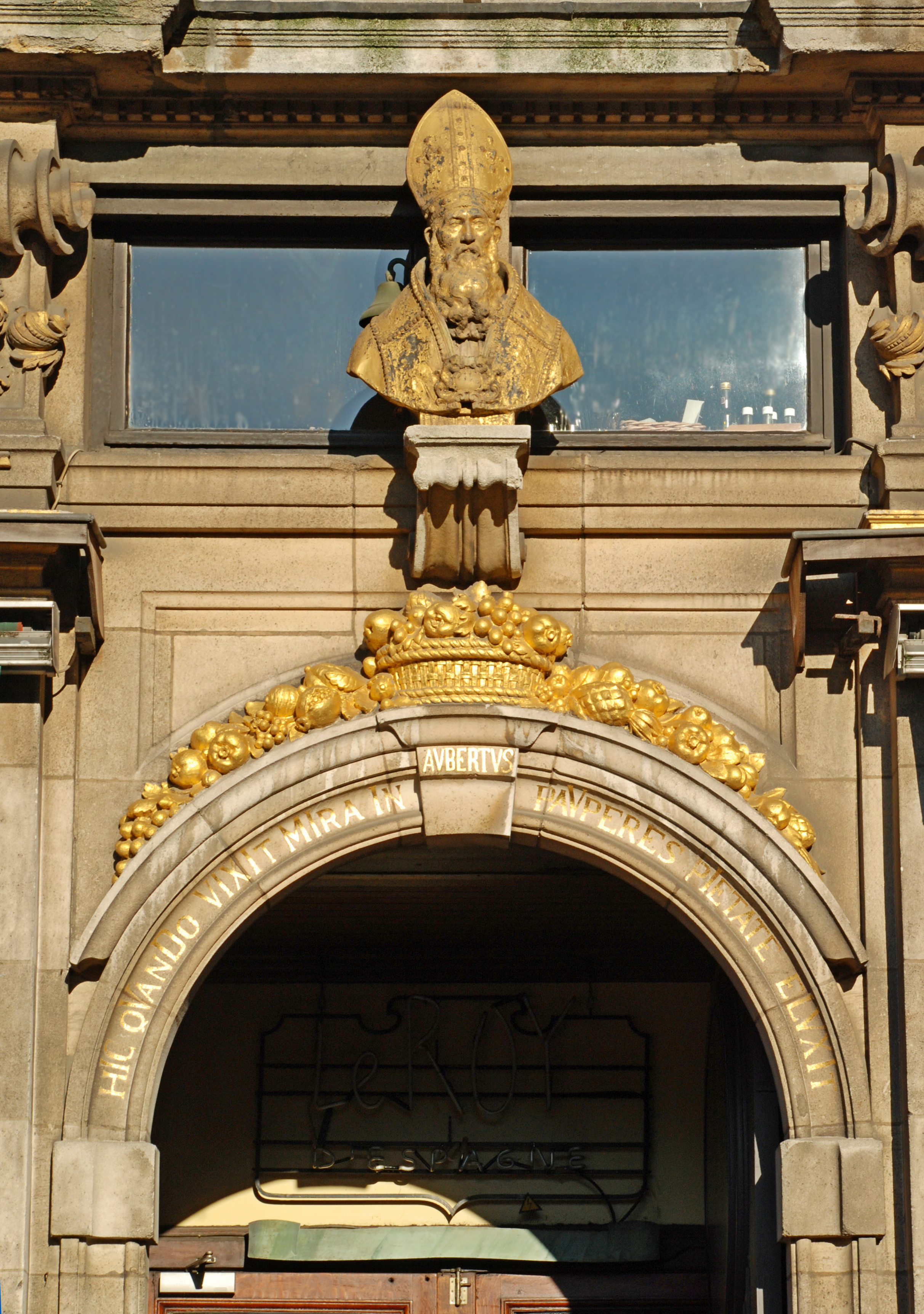
L'arc cintré et le buste de saint Aubert.
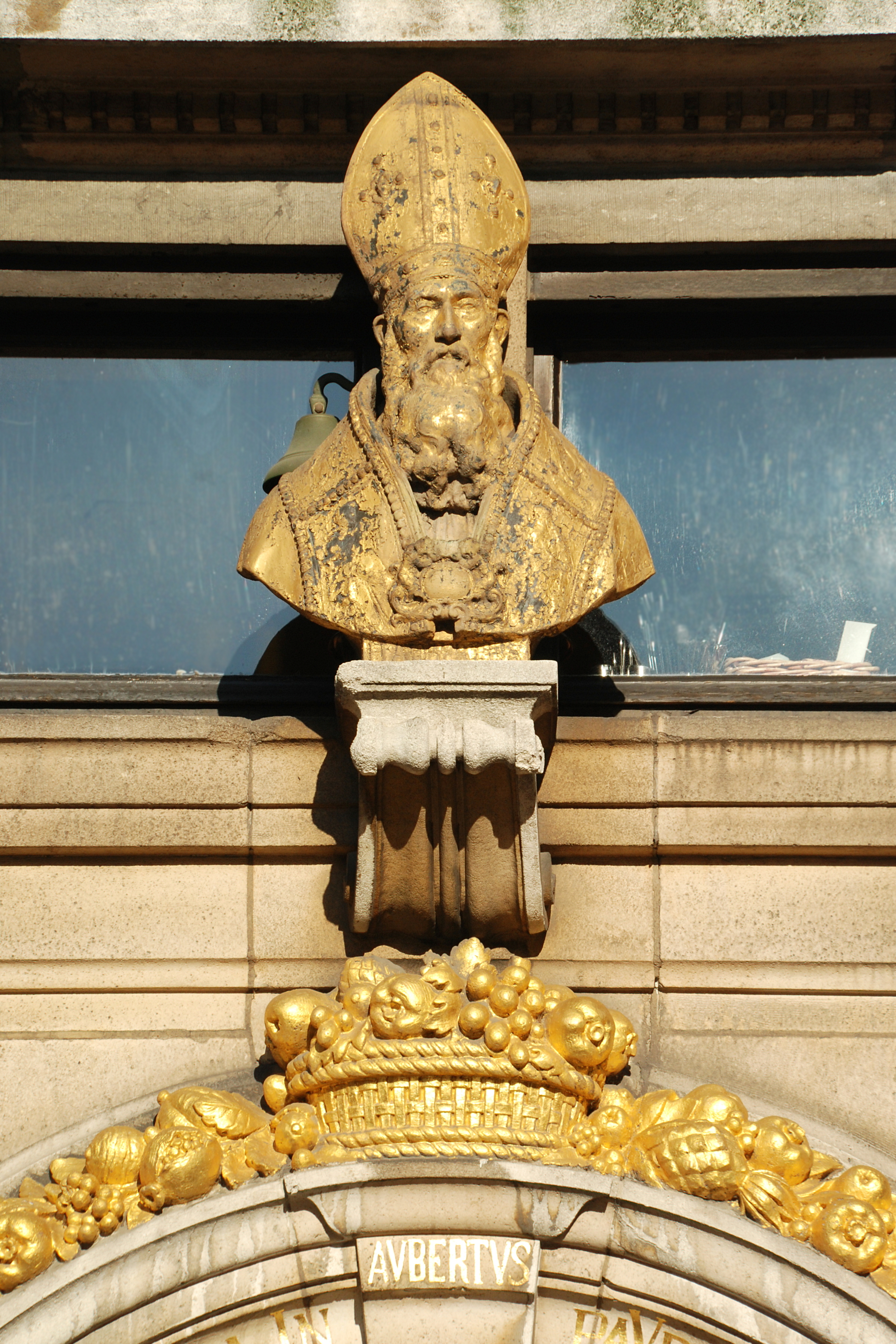
Saint Aubert, patron des boulangers.
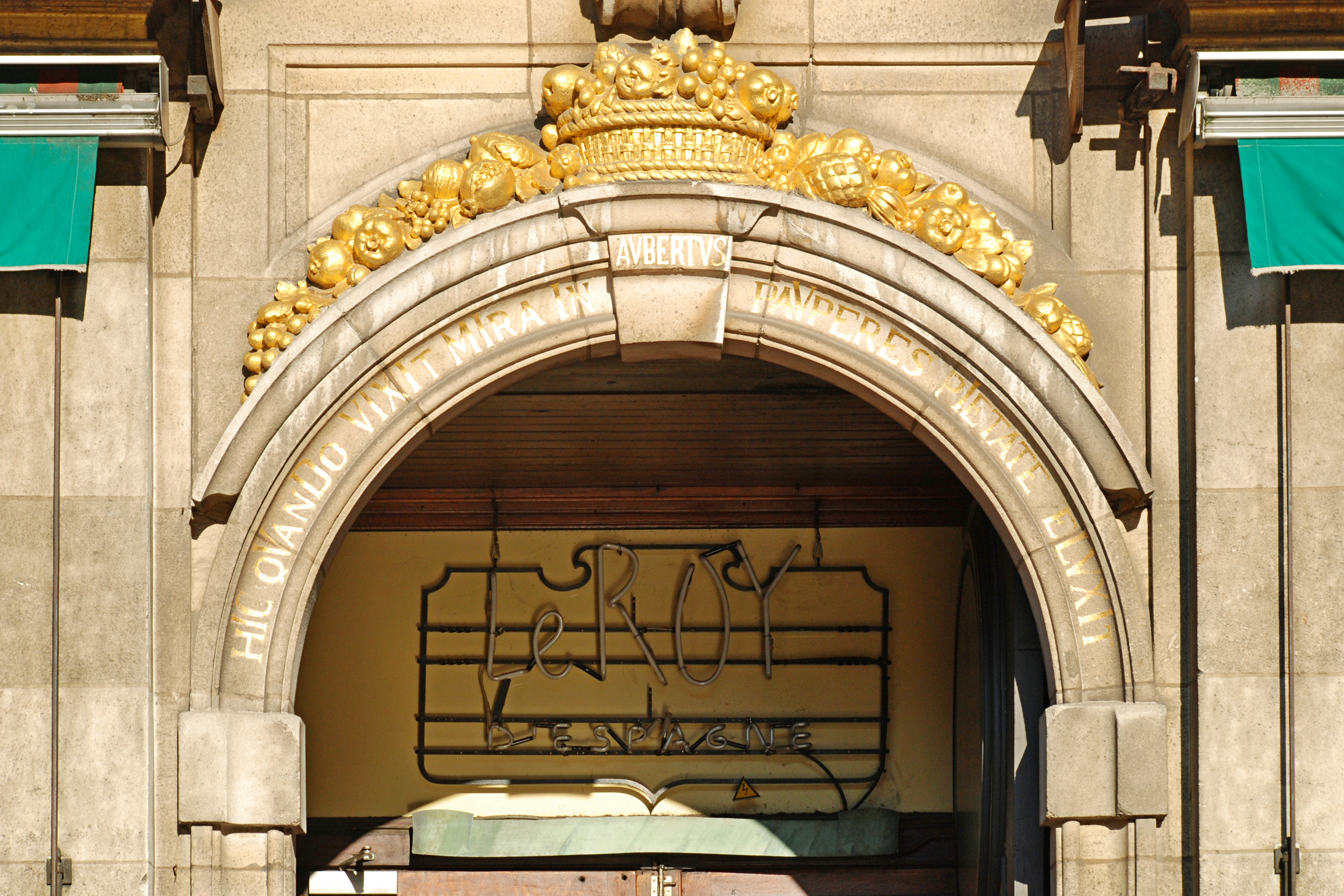
Le chronogramme sur la moulure de l'arc.

### Premier étage
Le premier étage fait saillie et est supporté par huit consoles ornées de motifs décoratifs dorés. Il est percé de sept hautes fenêtres à croisée de pierre séparées par des pilastres à chapiteaux ioniques dorés.
Les allèges de quatre de ces fenêtres sont ornées de médaillons à l'effigie des empereurs romains Marc Aurèle, Dèce, Nerva et Trajan, sculptés par Alphonse de Tombay et Albert Desenfans,.
Ces quatre empereurs ont tous un lien, direct ou indirect, avec l'Espagne : la famille de Marc Aurèle est originaire d'Espagne, Nerva a adopté Trajan, né en Bétique (province romaine du sud de l'Espagne), et Dèce a exercé des fonctions dans la province de Tarraconaise (Hispania Tarraconensis).

Médaillons d'empereurs romains
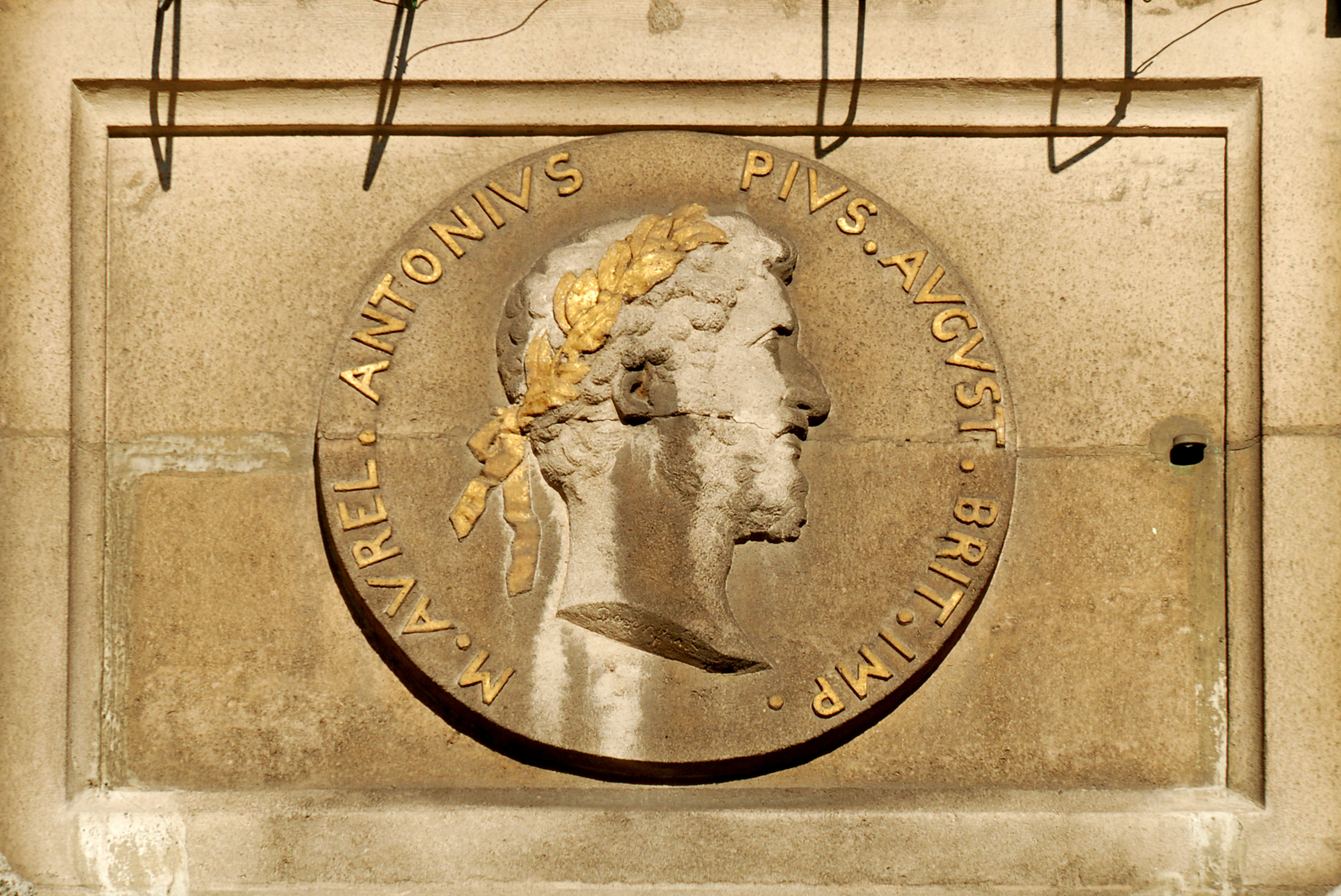
Marc Aurèle.
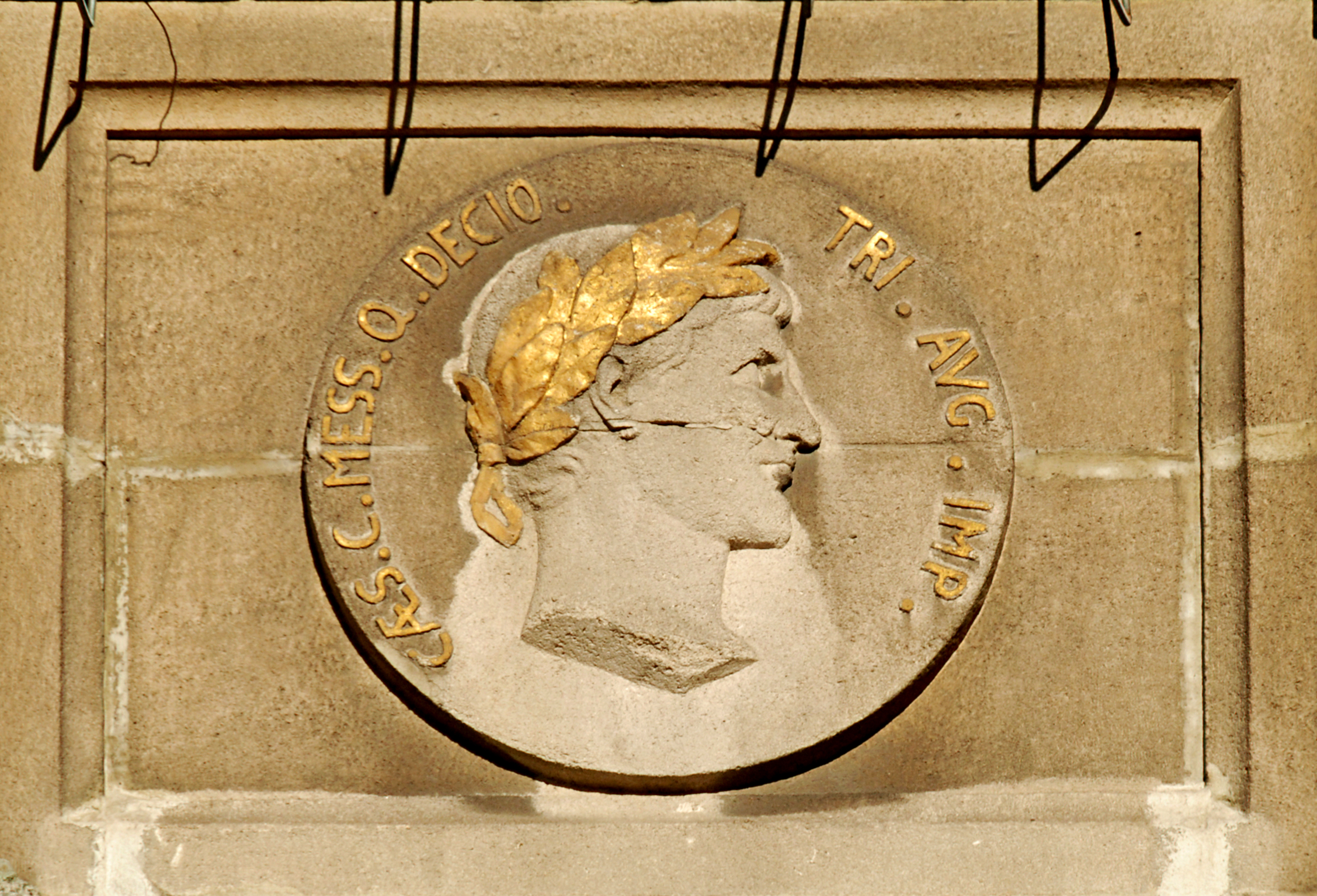
Dèce.
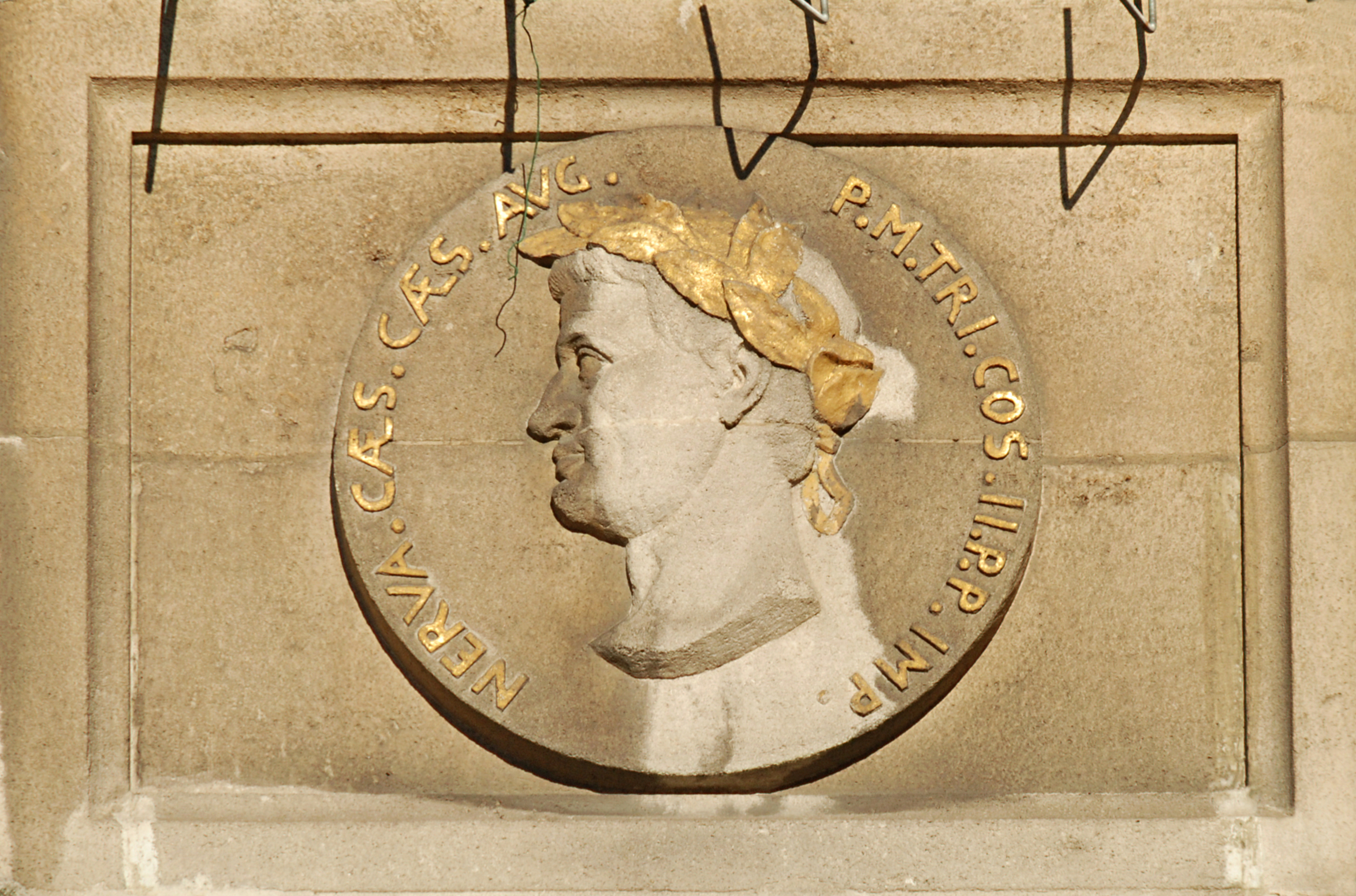
Nerva.
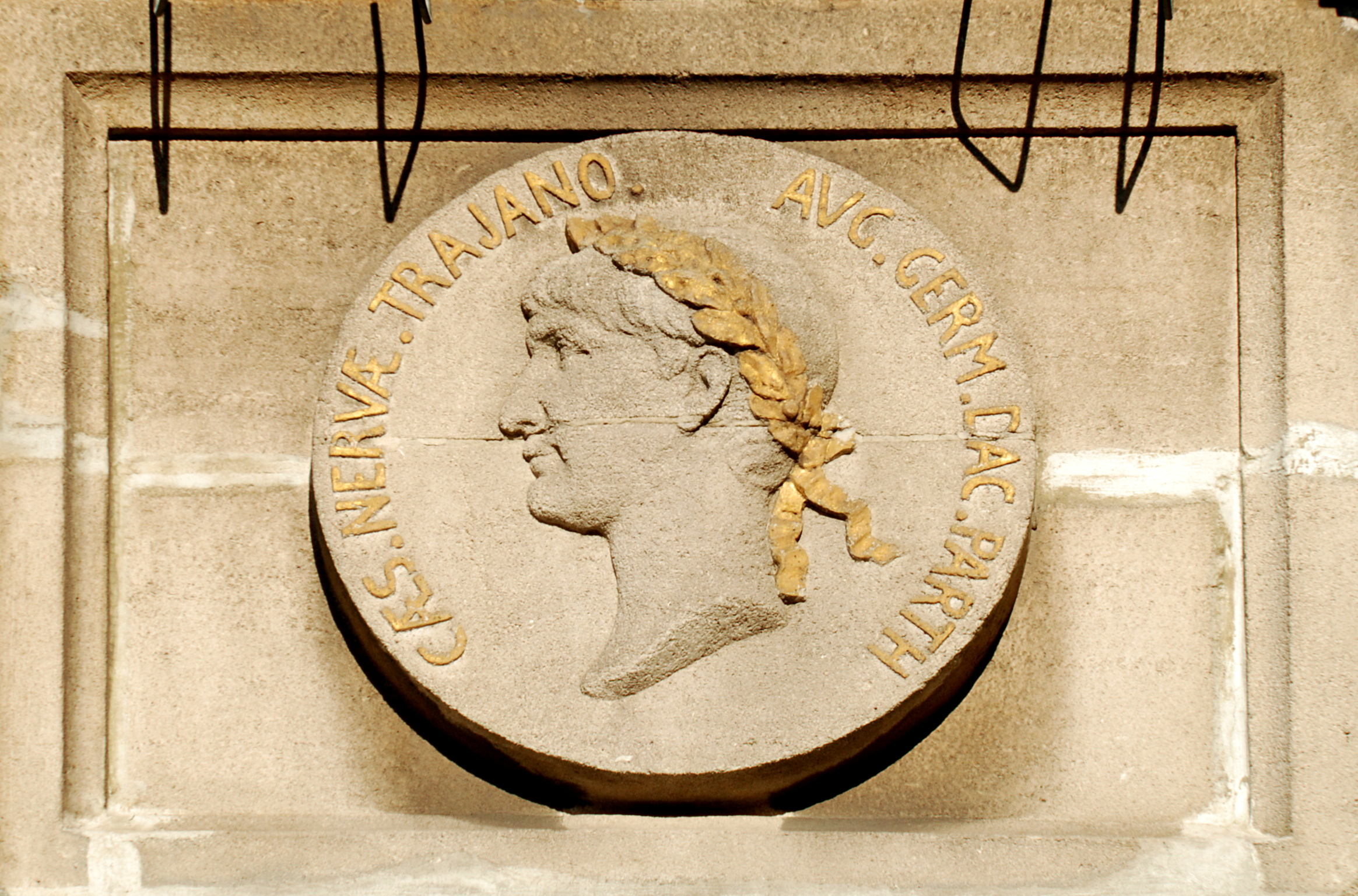
Trajan.

### Deuxième étage

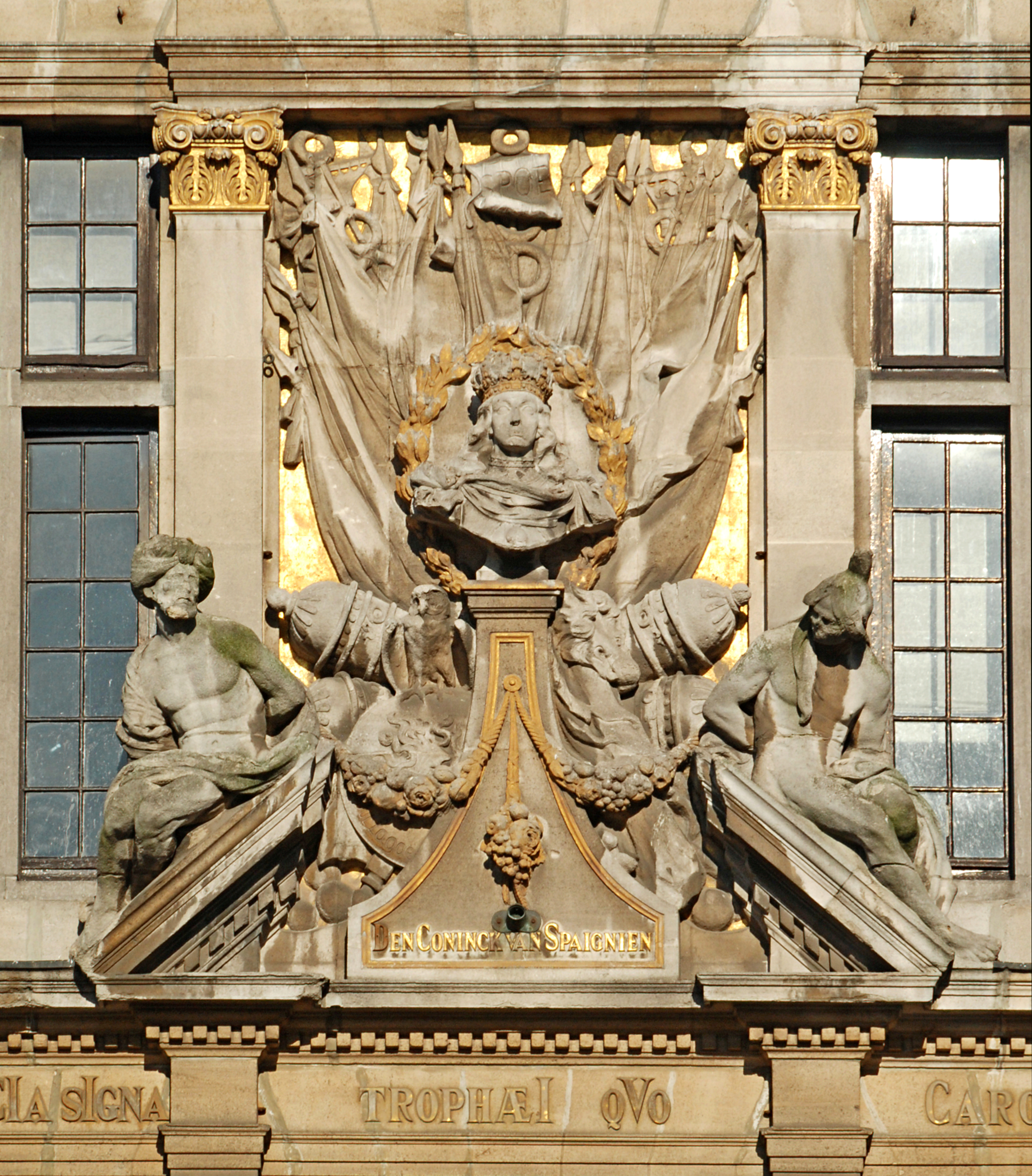
Triomphe de Charles II d'Espagne.

Le deuxième étage est percé de fenêtres à meneaux séparées par des pilastres surmontés de chapiteaux à feuilles d'acanthe dorées. Son centre est orné d'une remarquable sculpture réalisée par Jules Lagae figurant le triomphe du roi Charles II d'Espagne, souverain des Pays-Bas espagnols à l'époque de la construction du bâtiment, entouré de trophées, de guirlandes de fleurs, de drapeaux, de fûts de canons et de deux prisonniers de guerre (un Turc et un Indien),,,. Sous le buste de Charles II figure la mention « Den Coninck van Spaignien ». Derrière lui se dresse un vexillum à la romaine, portant le sigle « S.P.Q.E. » (Sibi Posteris Que Ejus, : "En son honneur et en celui de sa postérité"). Le triomphe est signé « Jul.Lagae » en bas à gauche.
Sous le triomphe de Charles II, l'entablement à l'antique qui assure la transition entre le premier et le deuxième étage porte une inscription latine à la gloire du roi qui est un chronogramme,, dont les grandes capitales indiquent l'année 1697 comme celui qui est situé sous le buste de saint Aubert au-dessus de la porte d'entrée :
haC statVIt pIstor VICtrICIa sIgna trophæI
qVo CaroLVs pLena LaVDe seCVnDVs oVat.
Le boulanger a dressé ici les drapeaux victorieux du trophée
Par lequel Charles II, en pleine gloire, triomphe, dans le bonheur
Ce chronogramme est un distique élégiaque dû au talent du poète néolatin bruxellois Petrus van der Borcht.

### Tour-lanterne et balustrade en attique
La « Maison du Roi d'Espagne » est la seule maison de la Grand-Place dont la façade n'est pas sommée d'un pignon : elle est en effet couronnée d'une balustrade en attique portant des statues de personnages de la mythologie antique et d'une tour-lanterne octogonale.
Cette tour-lanterne est ornée aux angles de pilastres arborant des chapiteaux à feuilles d'acanthe dorées et est surmontée d'un entablement à l'antique ainsi que d'une coupole ornée d'un oculus, de pots à feu et d'une statue de la Renommée sonnant de la trompette, œuvre du sculpteur Paul Dubois,.
La balustrade au pied de la tour lanterne porte six personnifications allégoriques réalisées initialement par Jean Cosyn et refaites en 1902 par Isidore De Rudder, Jacques De Haen père et Victor Rousseau,.
Dans son ouvrage Les sculptures de plein air à Bruxelles: Guide explicatif (1900), Pol Meirsschaut décrit ces allégories de la manière suivante, de gauche à droite :
- « la Force ou Hercule appuyé sur sa massue, et Cérès, munie d'une faucille et d'une gerbe d'épis » (par Jacques De Haen) ;
- « le Vent, une femme portant un moulin à vent, et Le Feu ou Mercure, inventeur du feu, qui tient un vase d'où s'échappe la flamme » (par Victor Rousseau) ;
- « l'Eau, une sorte de Neptune à barbe fluviale avec des roseaux dans la chevelure et un trident dans la main, et La Prévoyance, une Minerve tenant en main la corne d'abondance et le sablier » (par Isidore De Rudder).

Meirsschaut souligne qu'« on remarquera que ces figures personnifient les éléments et les principes indispensables à la production du pain ».

Tour-lanterne et balustrade en attique
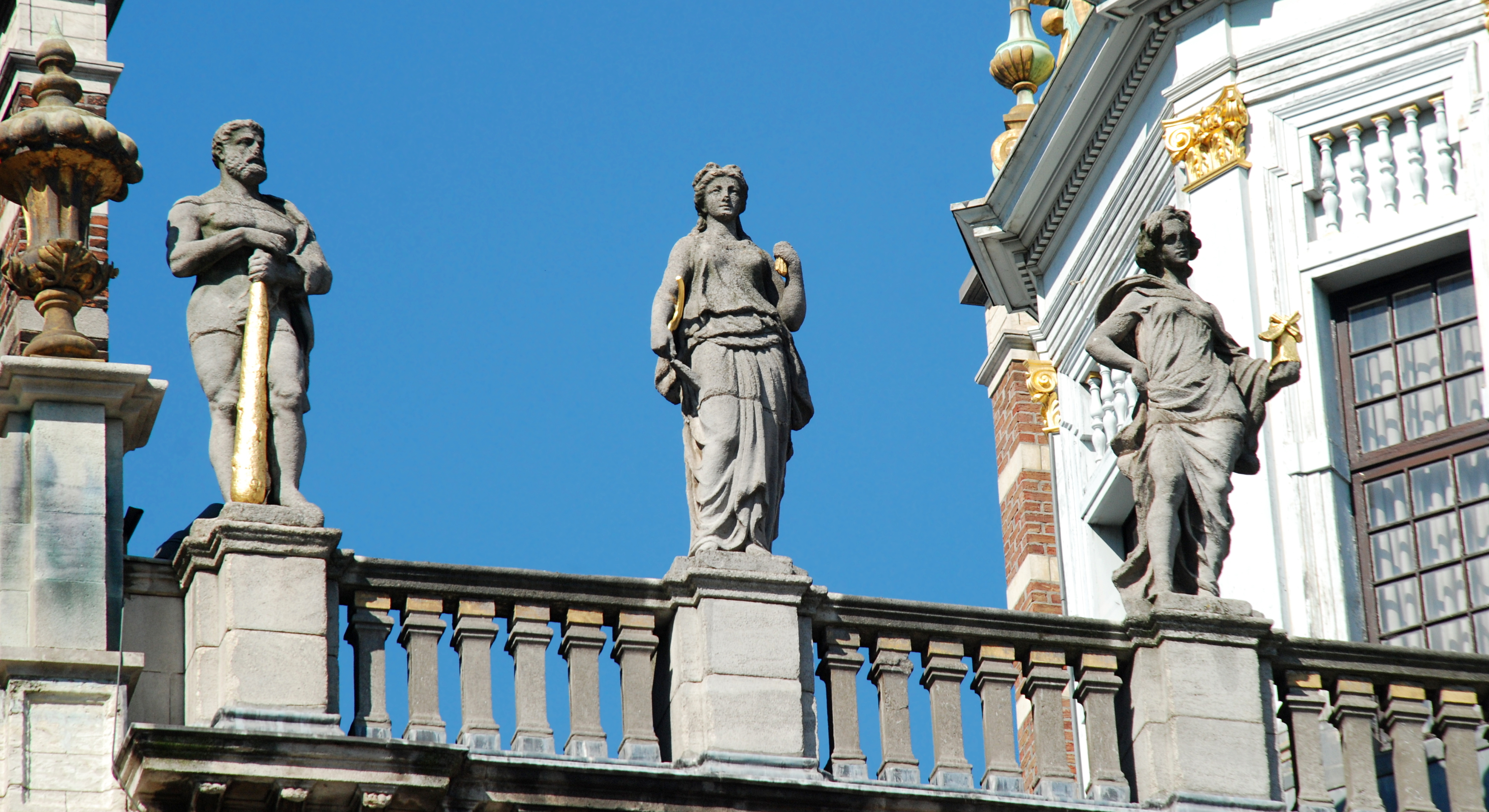
Hercule, Cérès et le Vent.
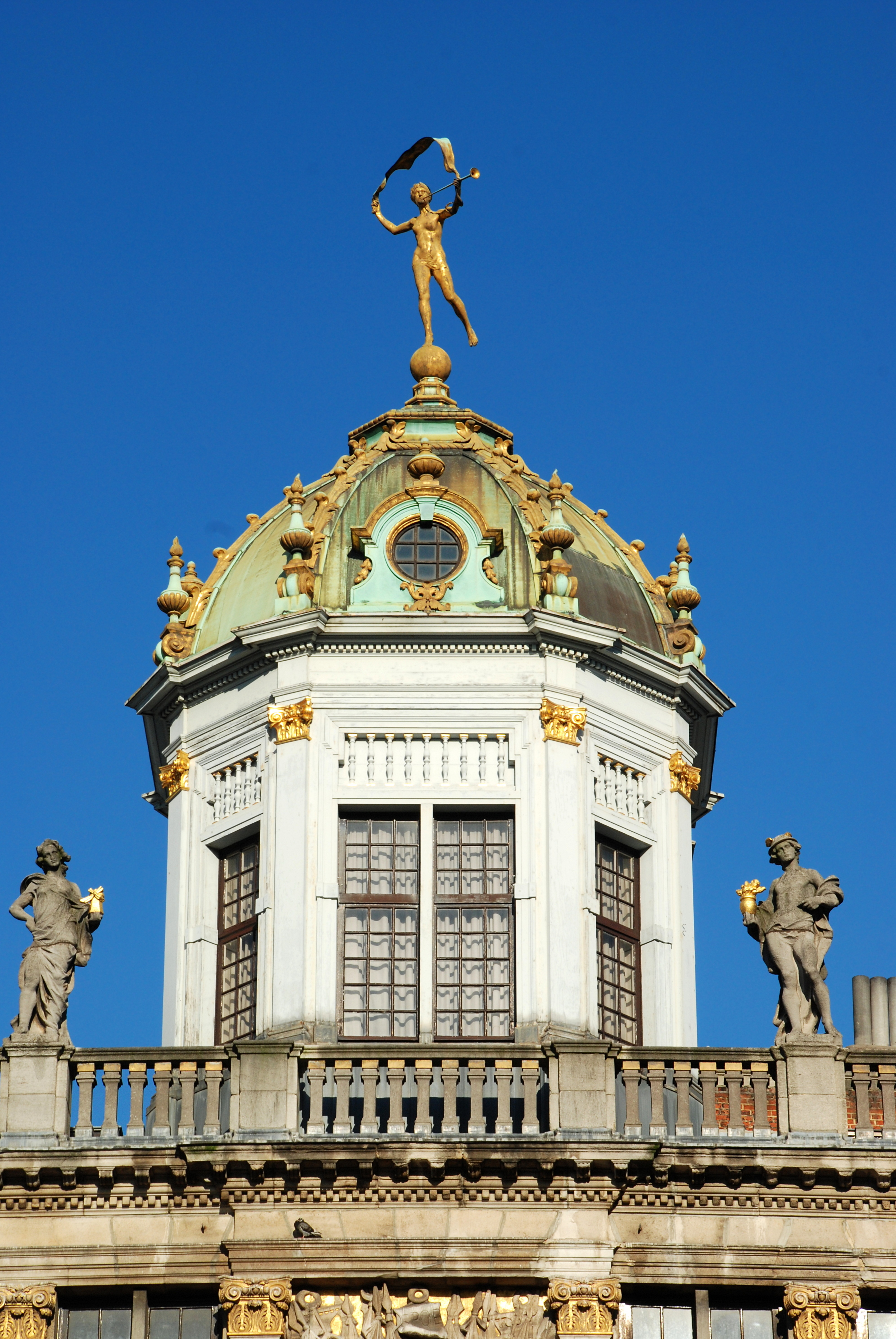
La tour-lanterne.
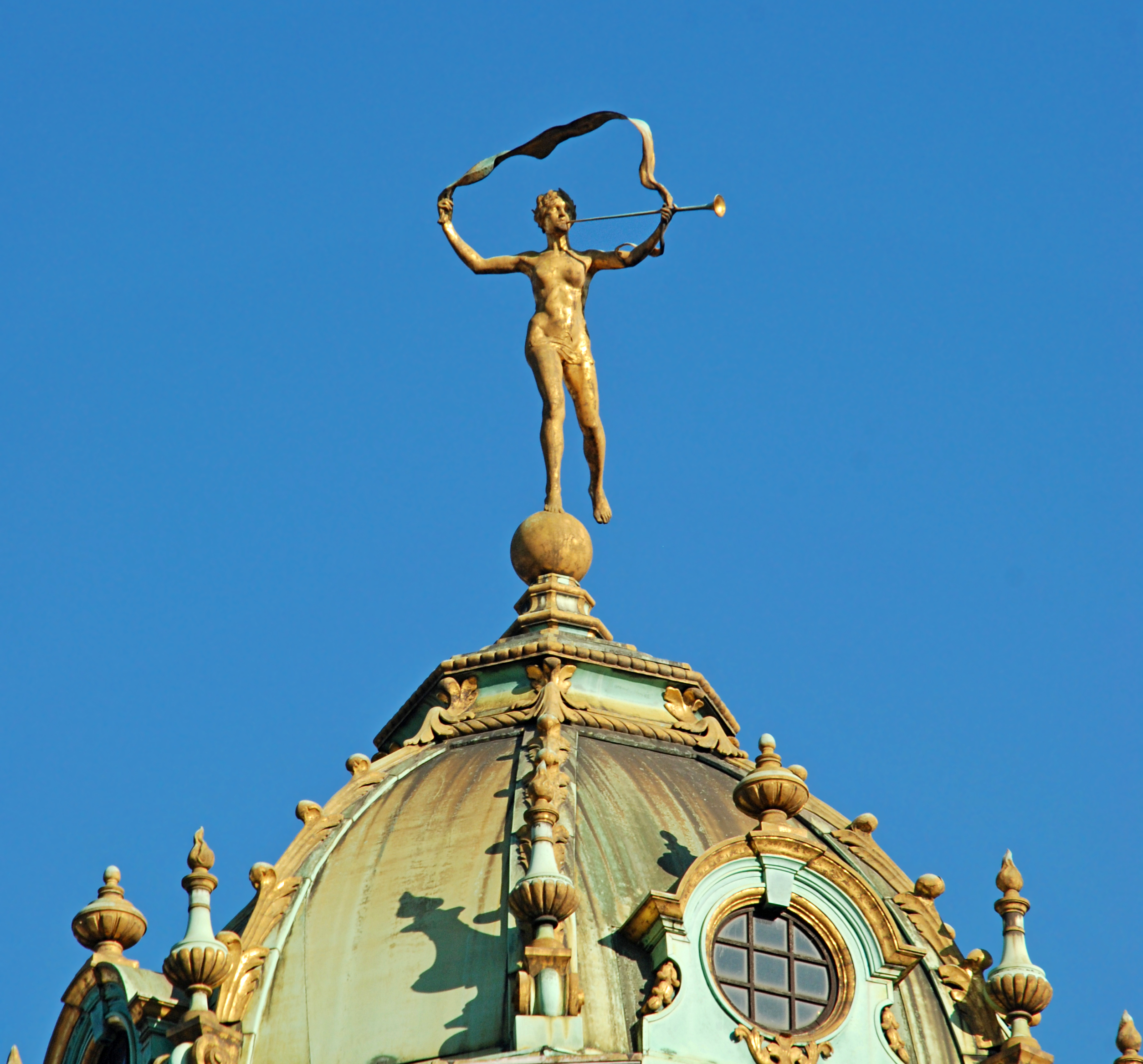
La Renommée sonnant de la trompette.
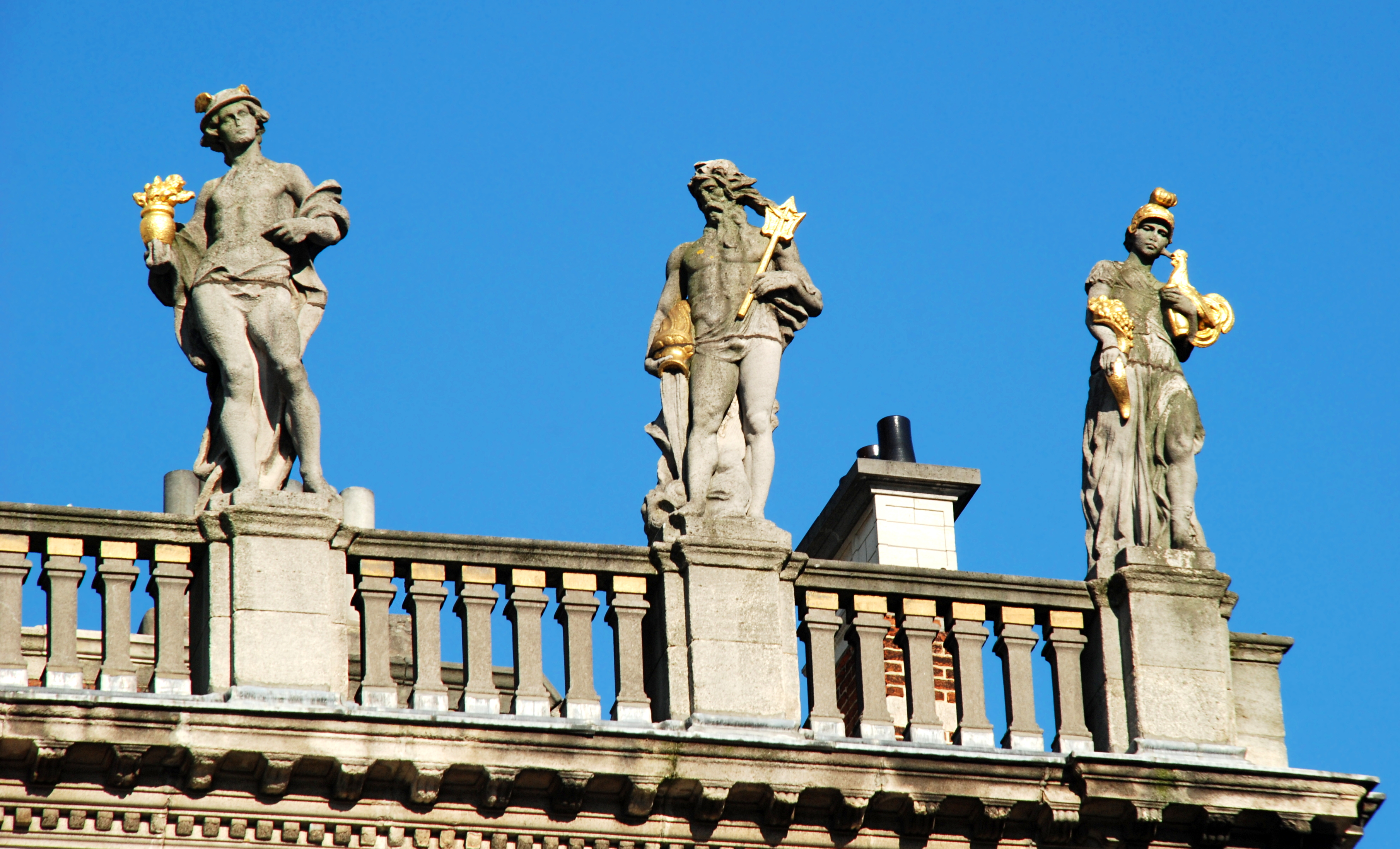
Mercure, Neptune et Minerve.

### Façade latérale de la rue au Beurre

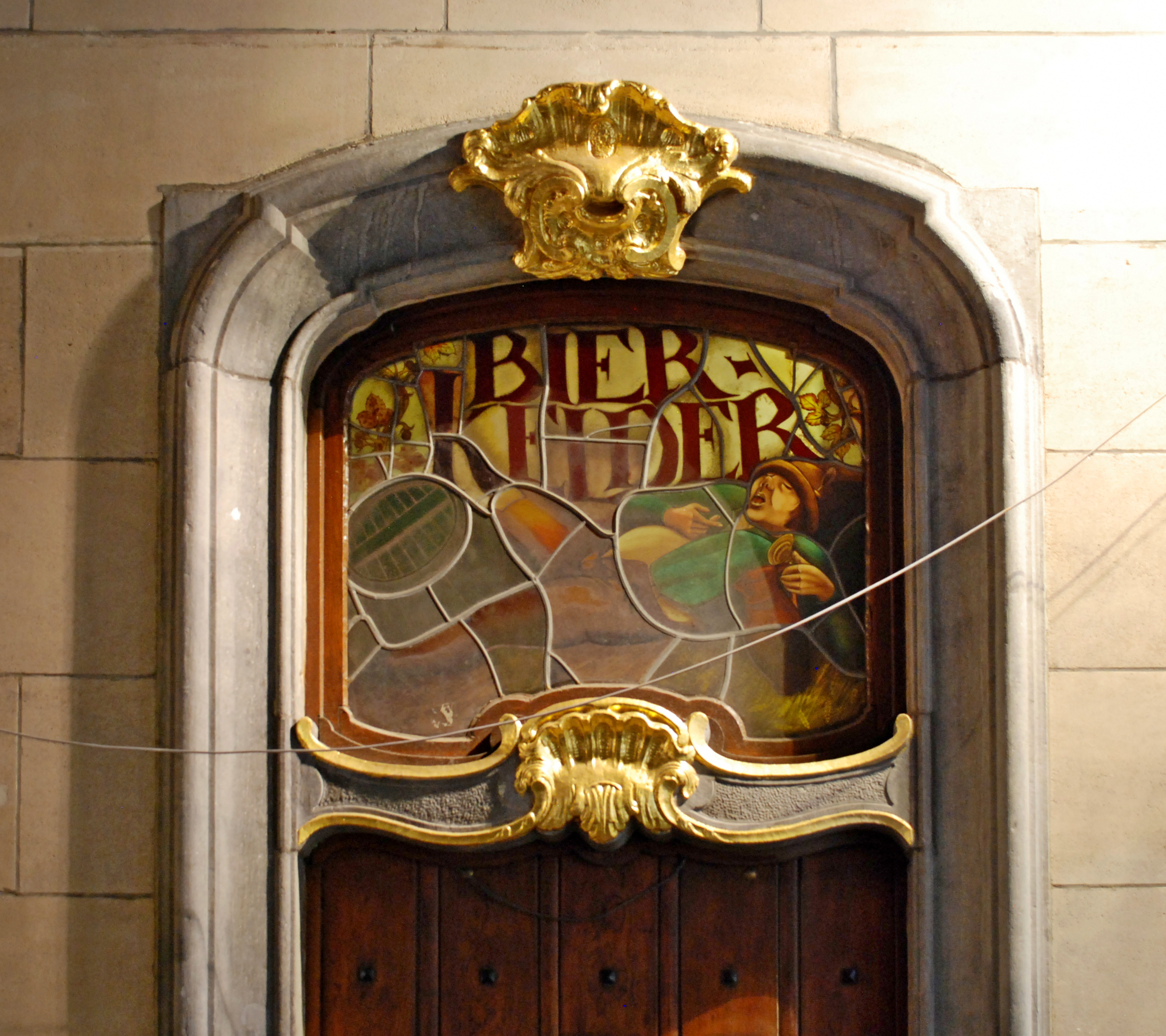
Bierkelder.

La façade latérale de la rue au Beurre comporte une travée en briques rouges, parée de pierre blanche au rez-de-chaussée.
Cette travée présente une porte d'entrée à l'encadrement de pierre bleue très ouvragé, de style Rococo (style Louis XV). La porte est ornée d'une baie d'imposte dont les verres sous plomb représentent un buveur affalé près d'un tonneau, sous l'inscription « Bierkelder » (la cave à bière). Cette baie d'imposte est supportée par un linteau de pierre bouchardée aux bords dorés orné d'une coquille dorée et est surmontée d'un arc chantourné frappé en son centre d'une clé d'arc en forme de coquille dorée.